# In the Groove
In the Groove (сокращённо ITG) — первый из линейки танцевальных автоматов In the Groove от компании Roxor Games, выпущенный 30 августа 2004 года.

## Игровой процесс
«In the Groove» — это ритмическая видеоигра того же типа, что и Dance Dance Revolution (DDR) от Konami или Pump It Up (PIU) от компании Andamiro. В её процессе игрок находится на металлической танцевальной платформе (паде), площадью чуть меньше 1м². Пад геометрически разделён на 9 частей, четыре из которых, расположенные в форме креста, являются кнопками‐сенсорами, и помечены соответственно стрелками верх/низ/право/лево. Игрок должен нажимать ногами по кнопкам в такт музыке и согласно направлению стрелок, появляющихся на экране автомата.
Вверху экрана расположен полупрозрачный рисунок из четырёх стрелок в один ряд. Когда играет песня, стрелки‐указатели появляются внизу монитора и двигаются вверх к этому рисунку. Задачей играющего становится нажать ногой кнопку‐сенсор на платформе тогда, когда летящий элемент совпадёт с неподвижным. Обычно, этот момент можно определить по ритму трека.
 В момент нажатия игроком на стрелки, игра отображает оценку того, насколько правильно было произведено это действие. К тому же, будет отображаться текущий размер «комбо» — количество оценок Fantastic, Excellent, и Great, которые получил игрок подряд.
На экране также отображается ползунок, также известный как «лайфбар» (lifebar), который показывает шансы игрока пройти ту или иную песню. Изначально уровень лайфбара устанавливается в 50 % и повышается при получении результатов, эквивалентных оценкам Fantastic, Excellent или Great; не изменяется при оценках Decent и уменьшает своё значение при Way off или Miss. Если отметка лайфбара падает до 0 %, то трек считается проигранным. Играющий может продолжать степать до конца песни, но очков за это ему больше не насчитывается. После проигранной песни игра считается законченной.
Ко всему прочему, присутствует ещё счётчик процентов вверху экрана, который показывает насколько игрок близок к получению наивысшего возможного результата (все стрелки нажаты на «Fantastic»).

### Режимы игры
В In the Groove присутствуют следующие режимы игры:
Dance Mode — режим по умолчанию. В нём игрок последовательно выбирает треки для игры (по умолчанию — до 3). Когда все выбранные песни пройдены — игра заканчивается (имеется в виду, что игрок не.довёл лайфбар до нуля ни в одном из треков).
Marathon Mode — расширенный вариант игры. В этом режиме игрок выбирает один из заранее определённых наборов песен, который может также иметь характерные модификаторы для усложнения прохождения того или иного трека. Марафон обычно подразумевает наличие до 4‑5 песен в одном наборе.
Battle Mode — специализированная версия игры вдвоём. Два игрока (или игрок с компьютером) проходят определённые песни на одной и той же сложности. Успешные оценки во время игры заполняют т. н. «power bar» игрока. Когда он становится полностью заполненным, то к степчарту соперника автоматически применяется какой‐либо модификатор.
Survival Mode (впервые появился в ITG2) — по игровому процессу похож на режим марафона. Подробнее см. In the Groove 2

## История и развитие игры
In the Groove был создан на основе модифицированного движка игры Stepmania, изначально предназначенной для симуляции игры Dance Dance Revolution. Большинство игроков ITG составляют люди, которые предпочитают песни и танцевальные рисунки более высокой сложности, чем те, которые присутствуют в Dance Dance Revolution (хотя, безусловно, относительная сложность тех или иных песен — достаточно спорный вопрос). Всего в изначальном выпуске игры было доступно 72 песни, 10 из которых могли быть разлочены и одна (Liquid Moon) доступна только в конце марафон‐курса.
Компания RedOctane выпустила PlayStation 2 версию In the Groove, которая включала в себя все особенности и треки автоматной версии, плюс 4 бонусных «предварительных» песни из In the Groove 2. Игра достигла прилавков 17 июня 2005 года и представила несколько новшеств, таких как уровень сложности «Novice», новые марафон‐курсы, режимы «Fitness» и «Training».
В 2005 году в Чикаго на мероприятии «Amusement Showcase International» компания Roxor Games объявила о том, что будет выпущен In the Groove 2, как в виде аркадного автомата, так и набора усовершенствований и модификаторов к существующим ITG/DDR автоматам. Новый автомат предполагалось производить компанией Andamiro, создателем танцевальной игры Pump It Up. В ITG2 было добавлено 65 новых треков в дополнение к прежним песням, перешедшим с оригинального ITG.
Однако, 9 мая 2005 года, компания Konami подала иск в суд против Roxor Games, по результатам которого накладывались ограничения на продажу набора усовершенствований к существующим автоматам (см. раздел «Судебный процесс»).
14 января 2006 года, в Лас‐Вегасе на «In The Groove North American Tournament Finals» Roxor Games заявила, что выпуск аркадной версии In the Groove 3 и домашней версии «In the Groove 2» произойдут где‑то в течение 2006 года. ITG3 также должен был быть представлен на выставке «Amusement & Music Operators Association Expo 2006» в том же Лас‐Вегасе, но вышло так, что он отсутствовал на стенде Roxor Games, предположительно из‑за задержек с выпуском игры. В настоящий момент, статус выпуска «In the Groove 3» остается под вопросом, с тех пор как Konami приобрела все авторские права над линейкой этих игр. Некоторые песни, которые должны были войти в ITG3, были включены в Pump It Up PRO.

### Система оценки
Аналогично другим танцевальным играм, результат каждого степа (нажатия) играющего оценивается сообразно системе оценки. Перечисляя от лучшей до худшей, оценки могут быть: «Fantastic!», «Excellent», «Great», «Decent», «Way Off» и «Miss». Во время игры (исключая режим «Novice» в ITG2), все оценки, кроме «Fantastic!» и «Miss», сопровождаются предшествующим или последующим знаком дефиса; префикс означает чересчур поспешное нажатие, дефис после оценки — нажатие с запозданием. В режиме «Novice» в ITG2 оценка «Decent» становится «Too Early/Late», а «Way Off» — «Way Early/Late». Также возможно, играя в Novice, при получении оценки «Too Early», нажать кнопку ещё раз для получения лучшей оценки.
При успешном прохождении таких элементов как «Hold» или «Roll» игрок получает оценку «Yeah!», иначе — «Bad».
В ITG допустимое окно оценки в целом немного больше, чем в DDR. Таким образом, «Fantastic!» получить гораздо проще, чем его DDR-эквивалент — «Marvelous» (имеется в виду разница в количестве миллисекунд диапазона, в пределах которого игрок может совершить нажатие и при этом получить ту же самую оценку), «Excellent» — проще, чем «Perfect!», и так далее. Однако оценка «Fantastic!» присутствует во всех режимах игры в ITG, в то время как «Marvelous» в DDR доступен только в режимах нонстоп или oni-курсах. В итоге, окно «Fantastic!» в ITG меньше, чем оно же для «Perfect!» в DDR. Однако даже объединённые вместе окна «Fantastic!»+«Excellent» меньше, чем окно «Perfect» в Pump It Up.
Оценки «Way Off» и «Miss» снижают уровень лайфбара (lifebar) игрока, «Decent» не изменяет положение, а «Great», «Excellent» и «Fantastic!» — повышают до тех пор, пока уровень не достигнет максимально возможного предела. При большом количестве пропущенных степов лайфбар падает до нуля, и игра считается проигранной (сразу по факту или в конце раунда, в зависимости от настроек автомата). При танце вдвоем, если один игрок проигрывает раунд в то время как другой — нет, то проигравший может продолжать игру. При одиночной игре с самыми распространёнными настройками игроку будет разрешено продолжить игру при проигрыше песни, но игра автоматически завершится при наличии 30 «Miss» подряд.

### Система подсчёта очков
За каждую оценку игрок получает (или теряет) определённое количество очков:
- Fantastic: 5
- Excellent: 4
- Great: 2
- Decent: 0
- Way Off: −6
- Miss: −12

И для холдов и роллов:
- Yeah: 5
- Bad: 0

Если игрок наступает на мину, то это отнимает 6 очков, в то время как её успешное избежание не меняет счёт.
Эти очки в дальнейшем делятся на общее количество максимально возможных очков для данной песни или курса, и высчитывается процентное соотношение. Именно оно показывается на экране во время игры и в окне результатов прохождения трека.

### Система оценки результатов
В конце песни на экране для каждого игрока отображаются результаты прохождения данного трека, которые основаны на процентном соотношении набранных очков. Необходимые процентные минимумы для получения того или иного результирующего показателя следующие:
- 4 звезды: 100 %
- 3 звезды: 99 %
- 2 звезды: 98 %
- 1 звезда: 96 %
- S+: 94 %
- S: 92 %
- S−: 89 %
- A+: 86 %
- A: 83 %
- A−: 80 %
- B+: 76 %
- B: 72 %
- B−: 68 %
- C+: 64 %
- C: 60 %
- C−: 55 %
- D: меньше чем 55 %, но лайфбар ни разу не опускался ниже нуля
- F: лайфбар опустился до нуля — раунд проигран

В данный момент (май 2010), по данным Groovestats — популярного сайта с результатами прохождения ITG песен — 100 из 113 треков сложности expert, присутствующих в «In the Groove» были пройдены на 4 звезды, что означает факт стопроцентного результата прохождения каждой песни. Также был пройден на 4 звезды каждый трек сложности 9, 34 из 35 сложности 10, 11 из 12 треков сложности 11, 3 из 10 сложности 12 и один трек сложности 13 («Summer ~Speedy Mix~» — игрок MURDER.Flash). Рекорды на двух других больше 99 % («Pandemonium» — 99,95 % — игрок — DF.dark xuxa, «Vertex²» — 99,03 % — игрок MegamanX).

## Технические подробности
Внутри «In the Groove» находится PC, работающий под операционной системой Debian GNU/Linux, с интегрированной видеокартой и USB хабом для сохранения статистики игроков на внешних flash‐накопителях. Программное обеспечение, используемое в игре, основано на симуляторе StepMania, программе с открытыми исходными кодами. Противопиратские меры заключаются в наличии т. н. ключа, с помощью которого ПО становится возможным запустить только на лицензированной машине. Специальный адаптер, который отвечает за приём пользовательского ввода с джойстикоподобных устройств (платформ), взаимодействие между интерфейсами PC, монитором, звуковой системой, управлением светом и кнопками на панелях, обеспечивает совместимость с DDR автоматами.
В итоге, имея настолько продвинутое оборудование, ITG теоретически может содержать в себе гораздо больше песен и видеорядов, чем предыдущие, основанные на использовании данных с CD, игры, и имеет возможность добавления новых эффектов с использованием уже существующих 3D библиотек, таких как OpenGL. К тому же, с появлением новых автоматов, выпущенных Andamiro и Roxor Games, In the Groove 2 может работать с более высоким разрешением экрана.
Однако, поскольку ITG основан на обычном IBM‐совместимом оборудовании и использует доступное ПО, то некоторые пользователи нашли способы «взломать» игру и менять настройки и темы, добавлять песни, и т. д. В основном использовалась возможность получения доступа при загрузке системы; в один usb порт подсоединялась клавиатура, позволяющая зайти в BIOS и позже выполнять ввод в системную консоль, а во второй — USB‐привод, куда вставлялся загрузочный диск с дистрибутивом Linux. На 2006 год точная процедура держалась в секрете группой людей, не опасающихся подозрений в подделке результатов оценок или случайной порчи существующих в автомате данных. Существующие способы взлома могут применяться только для определённых автоматов, из‑за различий в аппаратном обеспечении последних. К тому же, обновлённые материнские платы некоторых машин не имеют возможности загрузки с usb устройства. Безусловно PS2 версия игры также может быть взломана для добавления новых песен.

## Песни

### Синхронизация песен и степчартов
Преимущественно, в ITG достаточно приемлемая синхронизация между сопровождающей музыкой и степчартами; расположение большинства танцевальных элементов очень близко к ритму песни. Однако так было не всегда. Например, в DDR существует тенденция слегка опережать степами ритм, таким образом, что игрок должен на несколько десятков миллисекунд раньше выполнить нажатие, чтобы получить отличную оценку. В степчартах первого релиза «In the Groove» дело обстояло с точностью до наоборот. Треки «In the Groove 2» было уже гораздо лучше синхронизированы, но, тем не менее, некоторые из них всё ещё содержат расхождения с ритмом (наиболее это заметно в таких песнях, как «Agent Blatant», «Amore», и «Lipstick Kiss»). Для исправления подобных ошибок выпускаются патчи (также известные как ревизии или R, для краткости), где постепенно улучшается синхронизация и устраняются прочие недостатки изначальной версии.

### Список песен
В списке ниже приведены 75 песен, доступных на автомате и домашних версиях In the Groove. Также все они присутствуют в продолжении серии In the Groove 2.
Сокращения, принятые для уровней сложности:
N = Novice
E = Easy
M = Medium
H = Hard
X = Expert
Численный уровень сложности в ITG практически совпадает с DDR, за исключением того, что в ITG были убраны значки ног и добавлены 3 дополнительных сложности, намного превосходящие самые сложные 10‐тиногие песни в DDR. Вместе с этим десятка в ITG вполне сравнима с десятиногой песней в DDR. Если посчитать количество квадратов, обозначающих сложности в ITG, то можно заметить, что их всего 12. Сложность 13 считается вне категорий и идёт выше возможностей многих людей. Всего подобных треков в ITG1 один, плюс два в ITG2.
Песни, которые необходимо разлочивать в аркадной версии, выделены красным. Песни из In the Groove 2 выделены зелёным (тоже должны быть разлочены).
Уровень Novice доступен только в домашней версии ITG и в ITG2. Пометка около трека «Why Me» означает что степчарт уровня expert для single/double присутствует только в ITG2.
Песня «Liquid Moon» доступна только в марафон‐курсе «Energy» и не может быть сыграна в обычном режиме. Однако она полностью доступна в домашней версии и в ITG2 (подсвечена как присутствующая в домашней версии песня).
| Название                     | Исполнитель          | Single | Single | Single | Single | Single | Double | Double | Double | Double |
| Название                     | Исполнитель          | N      | E      | M      | H      | X      | E      | M      | H      | X      |
| Anubis                       | Banzai               | 1      | 5      | 7      | 8      | 10     | 2      | 8      | 9      | 10     |
| Bend Your Mind               | Reflection Theory    | 1      | 6      | 7      | 9      | 10     | 6      | 8      | 9      | 10     |
| Boogie Down                  | Inurvise             | 1      | 3      | 6      | 8      | 9      | 4      | 6      | 8      | 9      |
| Bouff                        | Machinae Supremacy   | 1      | 5      | 7      | 9      | 10     | 5      | 7      | 9      | 10     |
| Bubble Dancer                | Crispy               | 1      | 3      | 5      | 7      |        | 3      | 7      | 9      |        |
| Changes                      | Sandy Rivera & Haze  | 1      | 2      | 4      | 7      |        | 1      | 5      | 8      |        |
| Charlene                     | Missing Heart        | 1      | 3      | 4      | 8      | 11     | 3      | 6      | 7      | 9      |
| Crazy                        | DJ Doo               | 1      | 2      | 5      | 7      |        | 3      | 6      | 7      |        |
| Da Roots (Folk Mix)          | Mind Reflection      | 1      | 2      | 4      | 7      | 9      | 4      | 6      | 9      | 9      |
| Dawn                         | KaW                  | 1      | 3      | 5      | 8      | 9      | 4      | 6      | 8      | 9      |
| Delirium                     | Smiley               | 1      | 2      | 6      | 8      | 12     | 6      | 8      | 9      | 11     |
| Disconnected                 | Inspector K          | 1      | 4      | 6      | 8      | 9      | 4      | 6      | 8      | 9      |
| Disconnected ~Hyper Mix~     | Inspector K          | 1      | 3      | 6      | 9      | 10     | 5      | 7      | 9      | 10     |
| Disconnected ~Mobius Mix~    | Inspector K          | 1      | 3      | 5      | 8      | 9      | 4      | 6      | 8      | 9      |
| DJ Party                     | BB Hayes             | 1      | 2      | 5      | 8      |        | 1      | 4      | 7      |        |
| Do U Love Me                 | DJ Doo               | 1      | 3      | 4      | 6      | 10     | 2      | 4      | 6      | 9      |
| Don’t Promise Me             | Reflection Theory    | 1      | 3      | 4      | 6      |        | 4      | 5      | 7      | 9      |
| Don’t Promise Me ~Happiness~ | Reflection Theory    | 1      | 4      | 5      | 8      |        | 4      | 6      | 8      | 9      |
| Dreams of Passion            | Dax                  | 1      | 2      | 4      | 5      |        | 1      | 2      | 5      |        |
| Drifting Away                | Filo Bedo            | 1      | 3      | 5      | 8      | 9      | 3      | 6      | 7      | 9      |
| Driving Force Classical      | Digital Explosion    | 1      | 2      | 5      | 8      | 9      | 4      | 7      | 8      | 9      |
| Euphoria                     | Smiley feat. KaW     | 1      | 3      | 6      | 9      | 12     | 3      | 6      | 9      | 10     |
| Fly Away                     | Missing Heart        | 1      | 2      | 5      | 7      | 9      | 3      | 5      | 7      | 9      |
| Fly With Me                  | Nina                 | 1      | 2      | 5      | 7      | 9      | 4      | 6      | 8      | 9      |
| Flying High                  | Filo Bedo            | 1      | 2      | 5      | 8      | 9      | 3      | 6      | 8      | 9      |
| Funk Factory                 | Money Deluxe         | 1      | 4      | 7      | 8      | 9      | 4      | 7      | 8      | 9      |
| Hand of Time                 | Reflection Theory    | 1      | 3      | 4      | 8      | 10     | 3      | 6      | 9      | 10     |
| Hardcore of the North        | Digital Explosion    | 1      | 4      | 6      | 9      | 12     | 5      | 6      | 9      | 11     |
| Hip Hop Jam                  | Indiggo              | 1      | 2      | 4      | 6      | 9      | 3      | 7      | 9      | 10     |
| Hybrid                       | Machinae Supremacy   | 1      | 3      | 5      | 9      | 10     | 3      | 8      | 9      | 10     |
| I Think I Like That Sound    | Kid Whatever         | 1      | 3      | 5      | 8      | 9      | 2      | 6      | 8      | 9      |
| I’ll Get There Anyway        | Sammi Morelli        | 1      | 3      | 6      | 7      |        | 1      | 5      | 7      |        |
| Incognito                    | Inspector K          | 1      | 3      | 5      | 8      | 9      | 3      | 6      | 9      | 10     |
| Infection                    | Inspector K          | 1      | 3      | 6      | 8      | 11     | 3      | 6      | 9      | 10     |
| July                         | Smiley               | 1      | 3      | 5      | 9      | 11     | 5      | 7      | 9      | 10     |
| Kagami                       | KaW                  | 1      | 3      | 5      | 8      | 10     | 5      | 8      | 9      | 11     |
| Kiss Me Red                  | Crispy               | 1      | 2      | 5      | 7      | 9      | 3      | 5      | 6      | 9      |
| Land of the Rising Sun       | Spacekats            | 1      | 3      | 5      | 7      |        | 4      | 6      | 8      | 9      |
| Lemmings on the Run          | E-Rotic              | 1      | 3      | 5      | 7      | 9      | 4      | 6      | 8      | 9      |
| Let Me Be The One            | Sammi Morelli        | 1      | 3      | 4      | 6      |        | 2      | 5      | 7      |        |
| Let My Love Go Blind         | Nina                 | 1      | 4      | 6      | 7      | 9      | 3      | 6      | 8      | 9      |
| Liquid Moon                  | Inspector K          | 1      | 2      | 6      | 8      | 9      | 2      | 6      | 9      | 10     |
| Mellow                       | Spacekats            | 1      | 3      | 5      | 8      |        | 4      | 6      | 8      | 9      |
| Mouth                        | Rochelle             | 1      | 3      | 4      | 8      |        | 3      | 6      | 8      | 9      |
| My Favourite Game            | Natalie Browne       | 1      | 3      | 5      | 6      | 10     | 2      | 5      | 7      | 9      |
| Mythology                    | Digital Explosion    | 1      | 3      | 7      | 9      | 11     | 4      | 8      | 9      | 10     |
| No1 Nation                   | Anet                 | 1      | 4      | 7      | 8      | 9      | 5      | 7      | 9      | 10     |
| Normal                       | Anet                 | 1      | 3      | 5      | 7      |        | 1      | 6      | 8      |        |
| Not Worth The Paper          | Dax                  | 1      | 2      | 4      | 6      |        | 2      | 5      | 7      |        |
| Oasis                        | KaW                  | 1      | 3      | 4      | 9      | 10     | 5      | 7      | 9      | 9      |
| On A Day Like Today          | Obsession            | 1      | 3      | 5      | 7      | 9      | 2      | 5      | 7      | 9      |
| PA Theme                     | MC Frontalot         | 1      | 2      | 4      | 6      |        | 2      | 3      | 5      |        |
| Pandemonium                  | ZiGZaG               | 1      | 5      | 9      | 11     | 13     | 6      | 9      | 10     | 12     |
| Perfect                      | Sammi Morelli        | 1      | 3      | 5      | 8      |        | 3      | 6      | 8      | 9      |
| Queen of Light               | Missing Heart        | 1      | 3      | 4      | 7      | 10     | 3      | 6      | 8      | 9      |
| Remember December            | Mind Reflection      | 1      | 3      | 6      | 9      | 10     | 5      | 7      | 9      | 9      |
| ROM-eo & Juli8               | Nina                 | 1      | 2      | 6      | 7      | 9      | 3      | 5      | 7      | 9      |
| Solina                       | Evolution            | 1      | 2      | 4      | 7      | 9      | 4      | 7      | 9      | 9      |
| Tell                         | Symphonius w/Rossini | 1      | 3      | 6      | 9      | 12     | 4      | 6      | 9      | 11     |
| Tension                      | Inspector K          | 1      | 5      | 6      | 9      | 10     | 5      | 6      | 9      | 10     |
| The Beginning                | DJ Doo               | 1      | 4      | 6      | 8      | 11     | 3      | 6      | 9      | 10     |
| The Game                     | Crispy               | 1      | 2      | 5      | 8      | 9      | 3      | 5      | 8      | 9      |
| Torn                         | Natalie Browne       | 1      | 3      | 5      | 7      |        | 3      | 6      | 7      | 9      |
| Touch Me                     | E-Rotic              | 1      | 3      | 5      | 8      | 9      | 3      | 5      | 8      | 9      |
| Tough Enough                 | Vanilla Ninja        | 1      | 2      | 4      | 7      | 9      | 1      | 2      | 5      | 9      |
| Tribal Style                 | KaW                  | 1      | 3      | 6      | 9      | 10     | 3      | 5      | 9      | 11     |
| Turn It On                   | Georgetown           | 1      | 3      | 5      | 7      | 9      | 2      | 5      | 8      | 9      |
| Utopia                       | Smiley               | 1      | 3      | 5      | 8      | 11     | 4      | 6      | 9      | 11     |
| VerTex                       | ZiGZaG               | 1      | 6      | 7      | 10     | 12     | 6      | 9      | 10     | 12     |
| Walking on Fire              | Evolution            | 1      | 3      | 5      | 8      | 10     | 3      | 6      | 9      | 9      |
| Which MC Was That?           | MC Frontalot         | 1      | 3      | 5      | 7      |        | 2      | 3      | 5      |        |
| While Tha Rekkid Spinz       | DJ Zombie            | 1      | 2      | 5      | 7      | 9      | 2      | 5      | 8      | 9      |
| Why Me                       | Desire               | 1      | 2      | 4      | 6      | 9*     | 1      | 3      | 6      | 9^     |
| Xuxa                         | Smiley               | 1      | 3      | 5      | 9      | 11     | 4      | 6      | 9      | 9      |
| Zodiac                       | Banzai               | 1      | 2      | 5      | 7      | 9      | 2      | 7      | 9      | 10     |

## Судебный процесс
9 мая 2005 года компания Konami предъявила иск к Roxor Games о нарушении авторских прав. Также были внесены поправки в их жалобу от 1 июля 2005 года о танцевальной игре «MC GROOVZ danceCRAZE» (игра, выпускаемая Mad Catz в комплекте с их танцевальным ковром). Основной претензией Konami было то, что Roxor Games своей танцевальной игрой нарушила авторские права, но также предъявлялись обвинения в использовании чужой торговой марки, ложной рекламе и нечестной конкуренции. Сторонники ITG назло Konami в ответ указали на то, что распространяемые ею аркадные варианты игры на территории США нелегальны.
18 октября 2006 года Roxor Games заявила о передаче всех авторских прав над «In the Groove» компании Konami, как результат постановления суда.

## Отзывы
| Сводный рейтинг | Сводный рейтинг |
| Агрегатор       | Оценка          |
| --------------- | --------------- |
| GameRankings    | 75,06 %         |